# Caminito

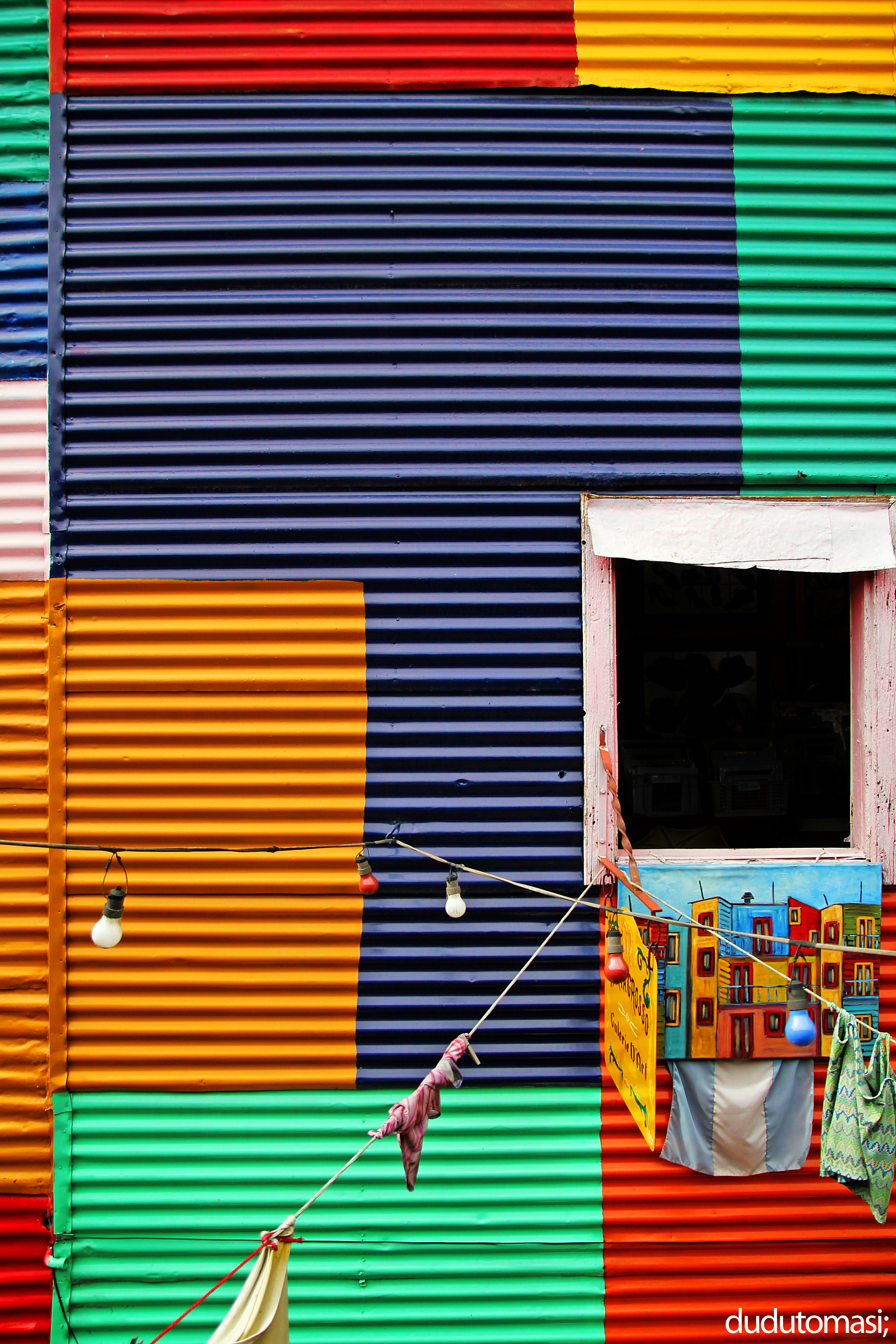
Janela no caminito. (Foto por dudutomasi;)

Caminito é uma rua-museu e um logradouro tradicional, de grande valor cultural e turístico,[carece de fontes?] localizado no bairro de La Boca, na Cidade de Buenos Aires, Argentina. O lugar adquiriu significado cultural devido a ter inspirado a música do famoso tango Caminito (1926), composta por Juan de Dios Filiberto.
Ao contrário, a letra do conhecido tango, escrita por Gabino Coria Peñaloza, está inspirada num caminho da localidade de Olta, na província de La Rioja. Por esta razão e em homenagem a Coria Peñaloza, em 1971 uma rua da localidade de Chilecito recebeu também o nome de "Caminito".

## Localização

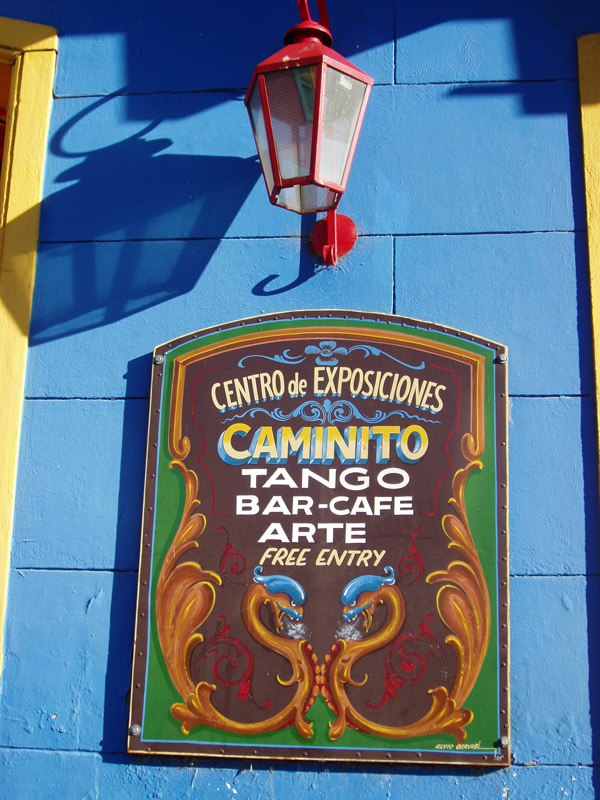
Cartel fileteado anunciando a entrada

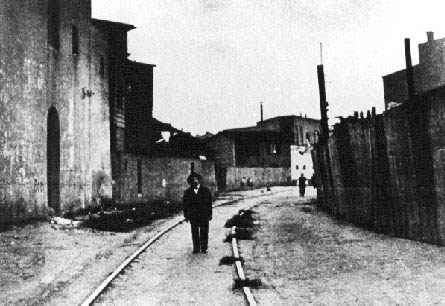
O Caminito de La Boca em 1939, antes que fosse estabelecido como rua museu.

Encontra-se no pitoresco bairro de La Boca, com um de seus extremos frente ao Río Matanza, na Vuelta de Rocha, e a uns 400 metros do estádio La Bombonera, pertencente ao Club Atlético Boca Juniors.
O caminho se estende de leste a oeste, formando uma curva de aproximadamente 150 metros, atravessando em forma diagonal uma maçã limitada pelas ruas Araoz de Lamadrid (ao norte), Garibaldi (ao oeste), Magallanes (ao sul) e Del Valle Iberlucea (ao 
leste). Sua forma segue o curso de uma antiga via de bonde, posteriormente abandonada. Em 1959 foi convertido oficialmente numa "rua museu", com o nome de "Caminito".

## Rua museu
Seu trajeto sinuoso se deve porque fluía ali um canal o qual desaguava no Riachuelo,e que devia cruzar-se com uma pequena ponte, devido a qual este trecho do bairro era chamado de Puntin, que quer dizer precisamente "ponte pequena" em dialeto genovês ou xeneize. Logo circulou ali um bonde portuário, até 1920. Uma vez cessado, a via se converteu num caminho natural, conhecida no bairro como La Curva. que foi deteriorando-se como depósito de lixo.
Em 1950, um grupo de vizinhos, entre os quais se encontrava o conhecido pintor boquense Benito Quinquela Martín, decidiram recuperar o lugar. Em 1959, na iniciativa de Quinquela Martín, o governo municipal construiu ali uma rua museu, com o nome que lhe havia posto o tango, Caminito:
As casas, de madeira e chapa, cujas frentes dão para o Caminito, respondem ao estilo do tradicional conventillo boquense, un tipo de vivenda popular precária que caracterizou o bairro desde suas origens, no final do século XIX, como centro de residência de imigrantes genoveses. Devido a seu valor cultural, as mesmas estão subsidiadas pelo Estado, o que permite garantir sua manutenção. Embora sejam escassos os recursos, sem eles os moradores do bairro não poderiam realizar a manutenção do casario. As casas são  pintadas de cores brilhantes, um costume do bairro, difundido pelo destacado pintor boquense Benito Quinquela Martín. Nas ruas adjacentes, podem observar-se os conventillos tradicionais de la Boca, construções feitas com chapas de metal acanaladas, montadas muitas vezes sobre pilares ou cimentos altos, devido às frequentes inundações, e pintadas com cores brilhantes, tal como se encontram mantidos por seus habitantes.
Ao longo do curso da rua se encontram expostas obras artísticas de grande importância:
- "Herrero boquense", de Marisa Balmaceda Krause (n. 1913)
- "Esperando la barca", de Roberto Juan Capurro (1903 - 1971)
- "El maestro/ El coro/ El trabajo", de Humberto Eduardo Cerantonio (n. 1913)
- "La familia", de Nicasio Fernández Mar (n. 1926)
- "Guardia vieja - Tango", de Israel Hoffmann (1876-1971)
- "Clavel del aire", de Luis Perlotti (1890 - 1969)
- "Las tejedoras", de Luis Perlotti (1890 - 1969)
- "Santos Vega", de Luis Perlotti (1890 - 1969)
- "Regreso de la pesca", de Benito Quinquela Martín (1890 - 1977), realizada en cerámica por Ricardo Sánchez
- "Día del Trabajo", Benito Quinquela Martín (1890 - 1977), realizada en cerámica por Ricardo Sánchez
- "La canción", de Julio Vergottini (1905 - 1999)
- "La sirga", de Julio Vergottini (1905 - 1999)
- "Elevando anclas", de Julio Vergottini (1905 - 1999)
- "Fragata Sarmiento", de Angel Eusebio Ibarra García (1892-1972)
- Busto de Juan de Dios Filiberto (autor de la música del tango "Caminito"), de de Luis Perlotti;
- Busto de Gabino Coria Peñaloza (letrista del tango "Caminito") por Euzer Díaz
- "El bombero", de Ernesto Scaglia
- "El sembrador espiritual", de Antonio Sassone
- "La Raza",de José de Luca.
- "La madre", de Juan B. Leone
- "Joven boquense", de Orlando Stagnaro

A importância cultural do lugar fez de Caminito um centro cultural e turístico em si mesmo. No lugar podem-se ver pares de dançarinos de tango, que dançam sobre seus paralelepípedos. Ali se instala um mercado artesanal, no qual vendem-se pinturas, souvenirs, artesanato, pinturas naif e colagens com imagens do bairro de La Boca.
que juntos un día nos viste pasar,

he venido por última vez,

he venido a contarte mi mal (...)

Tango Caminito
Coria Peñaloza e Juan de Dios Filiberto
Um par de placas à entrada de Caminito diz, incorretamente, que o tango estreou em 1923, quando em realidade foi em 1926.

## Galeria de imagens

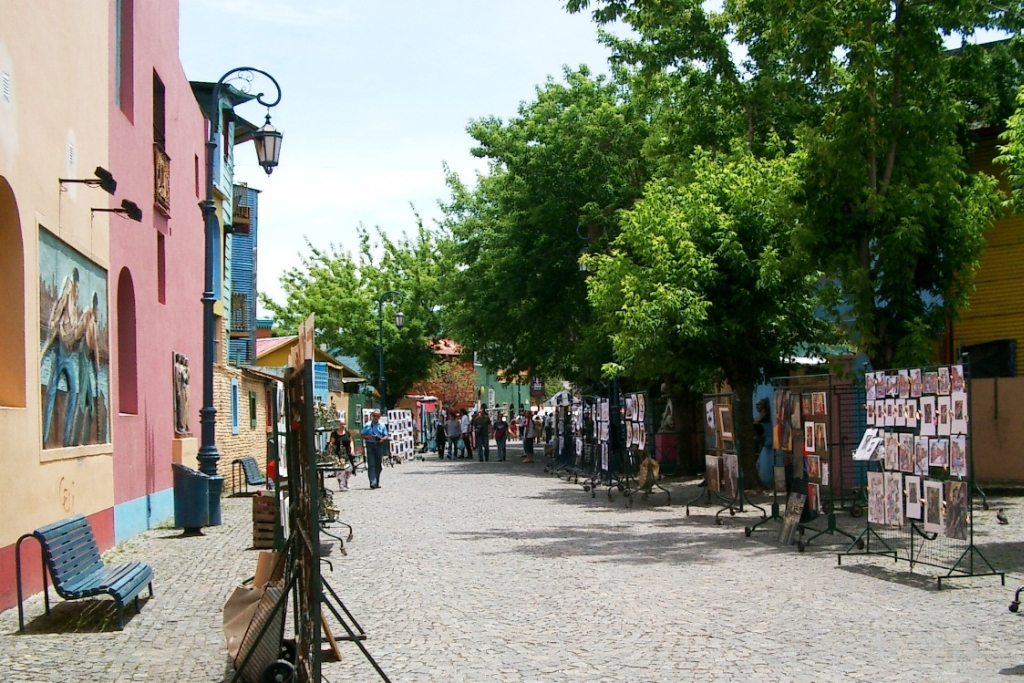
Caminito.
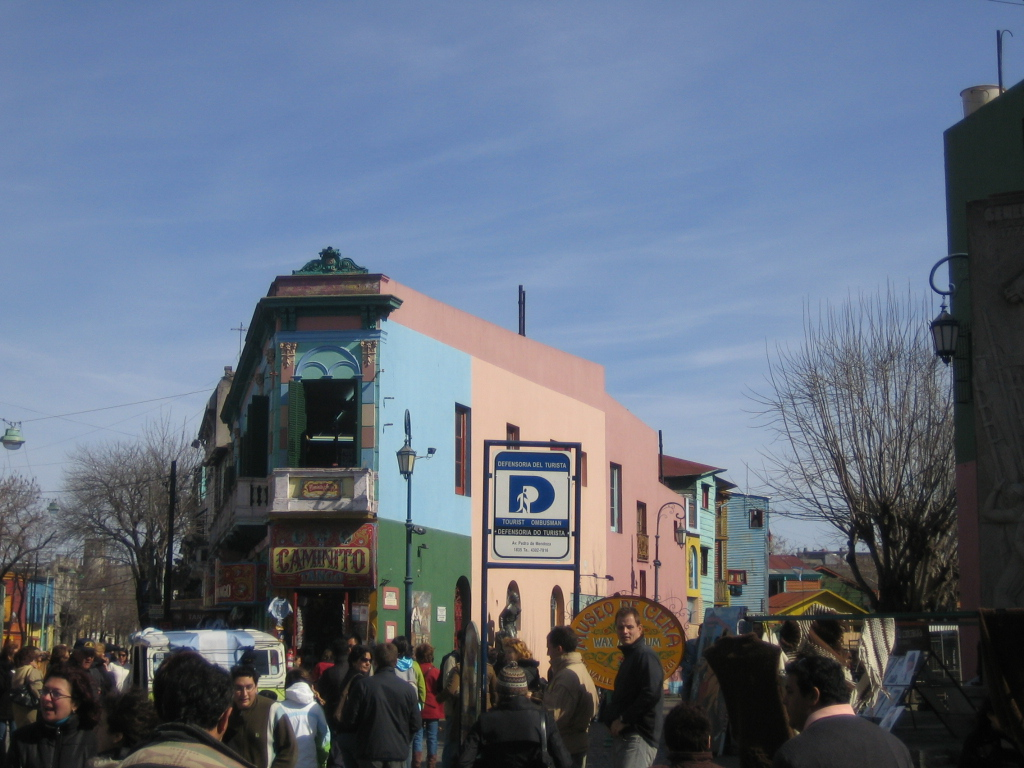
Inicio da rua Caminito.
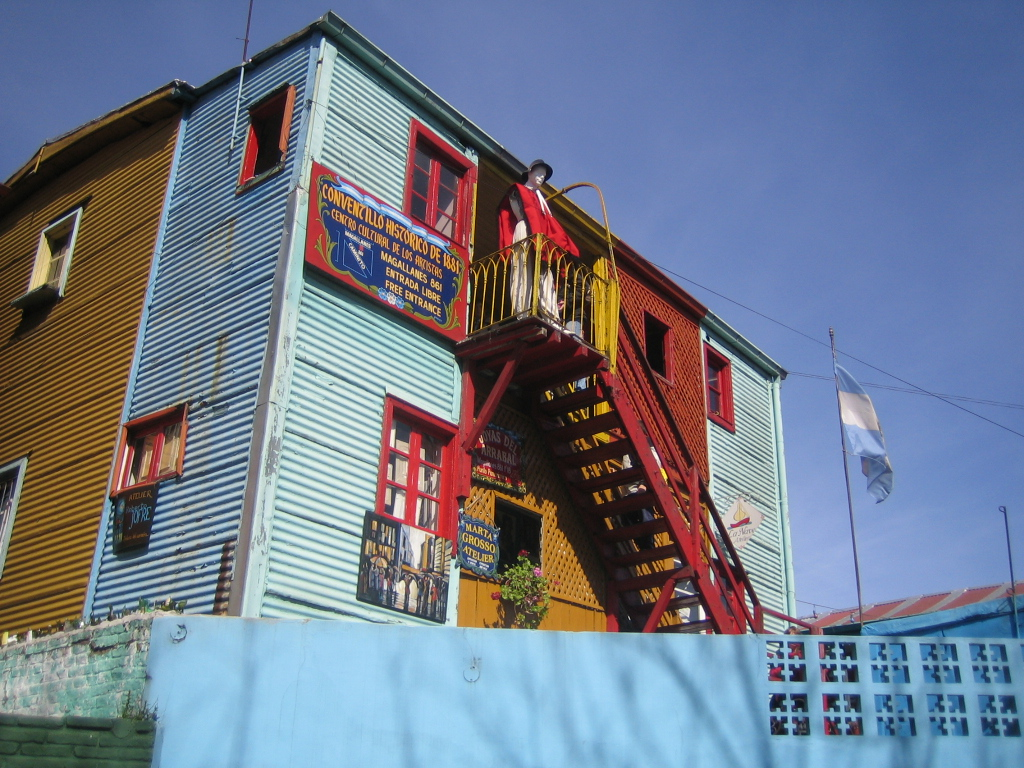
Conventillo de Caminito.
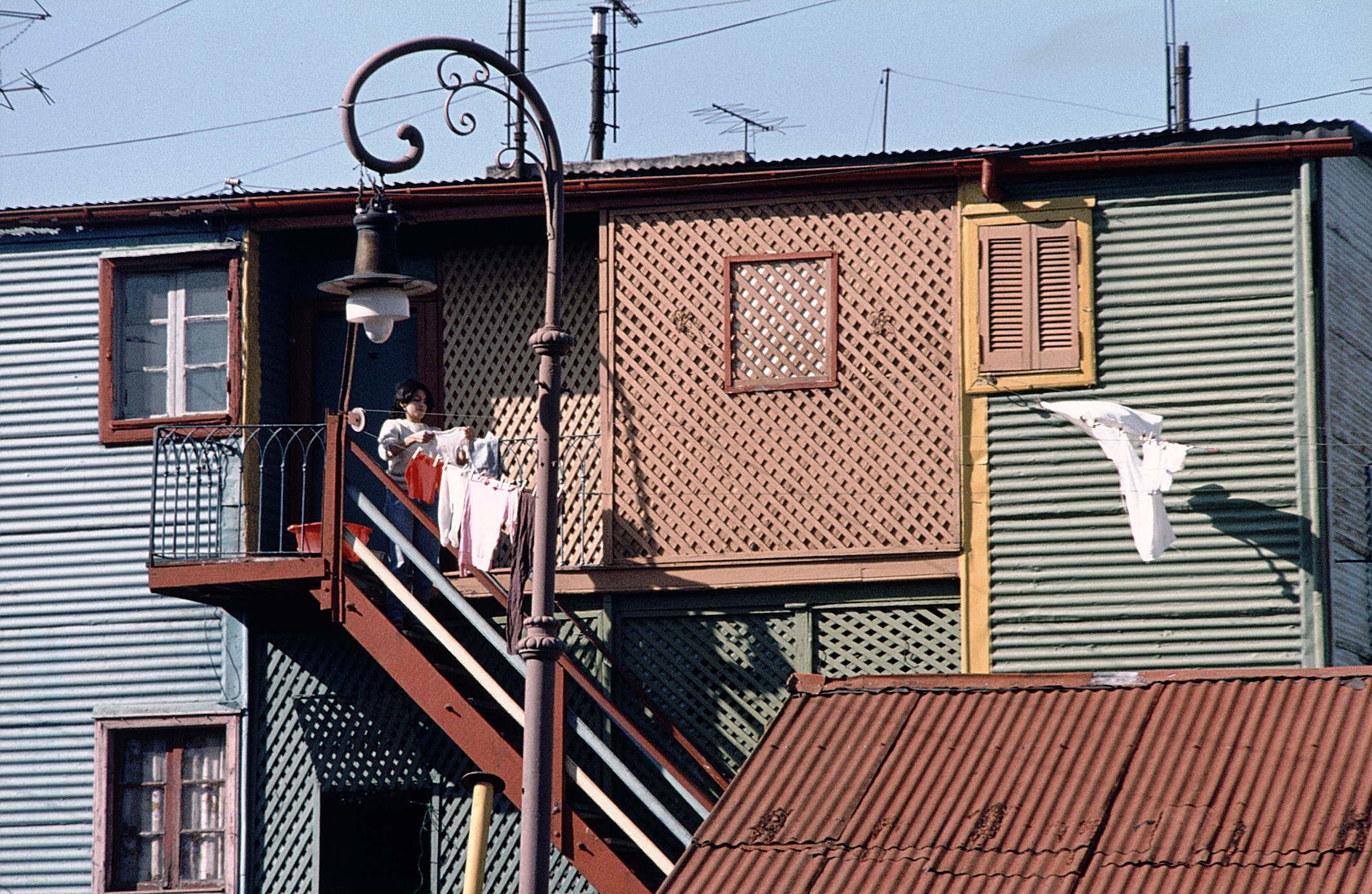
Conventillos.
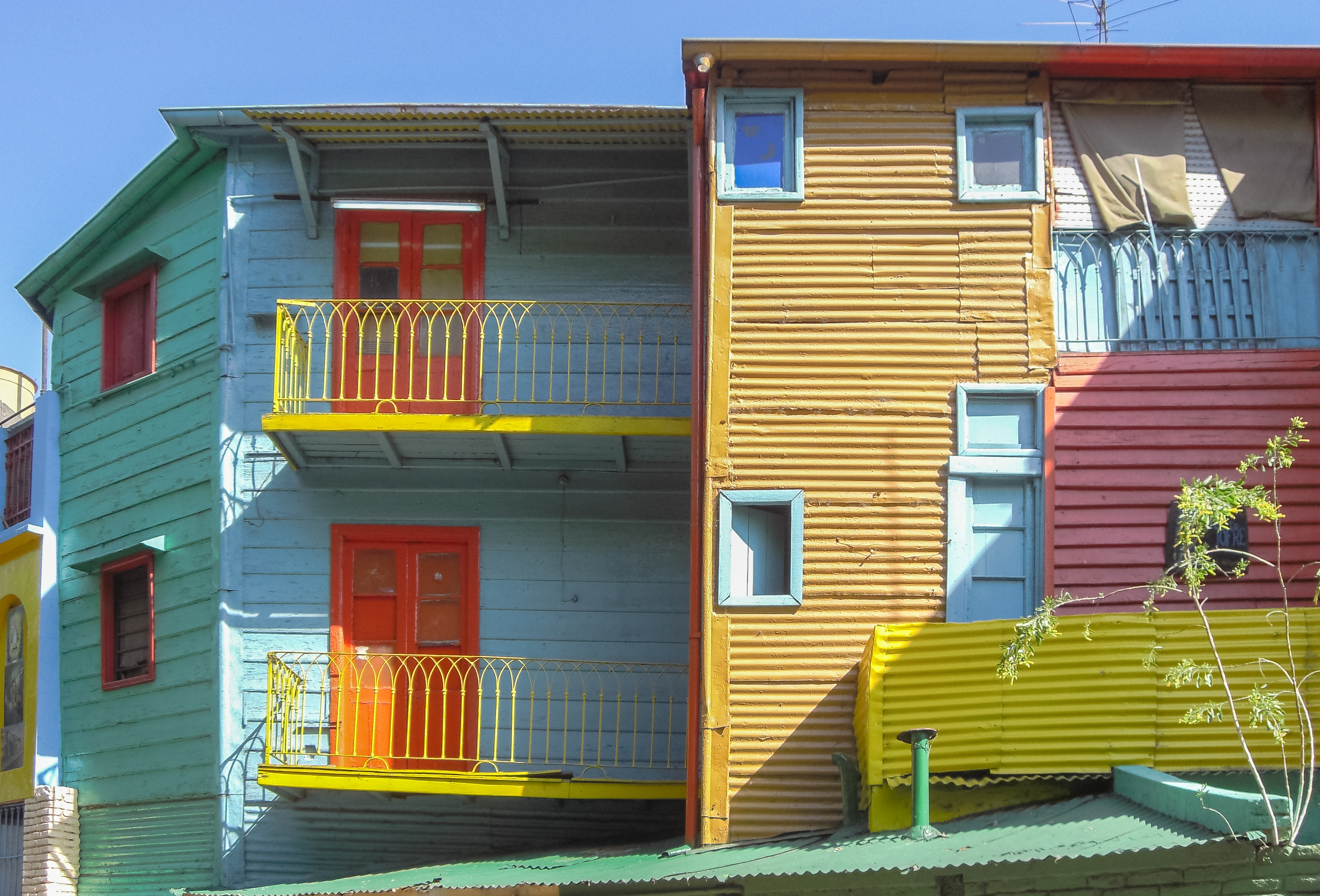
Cores de Caminito.
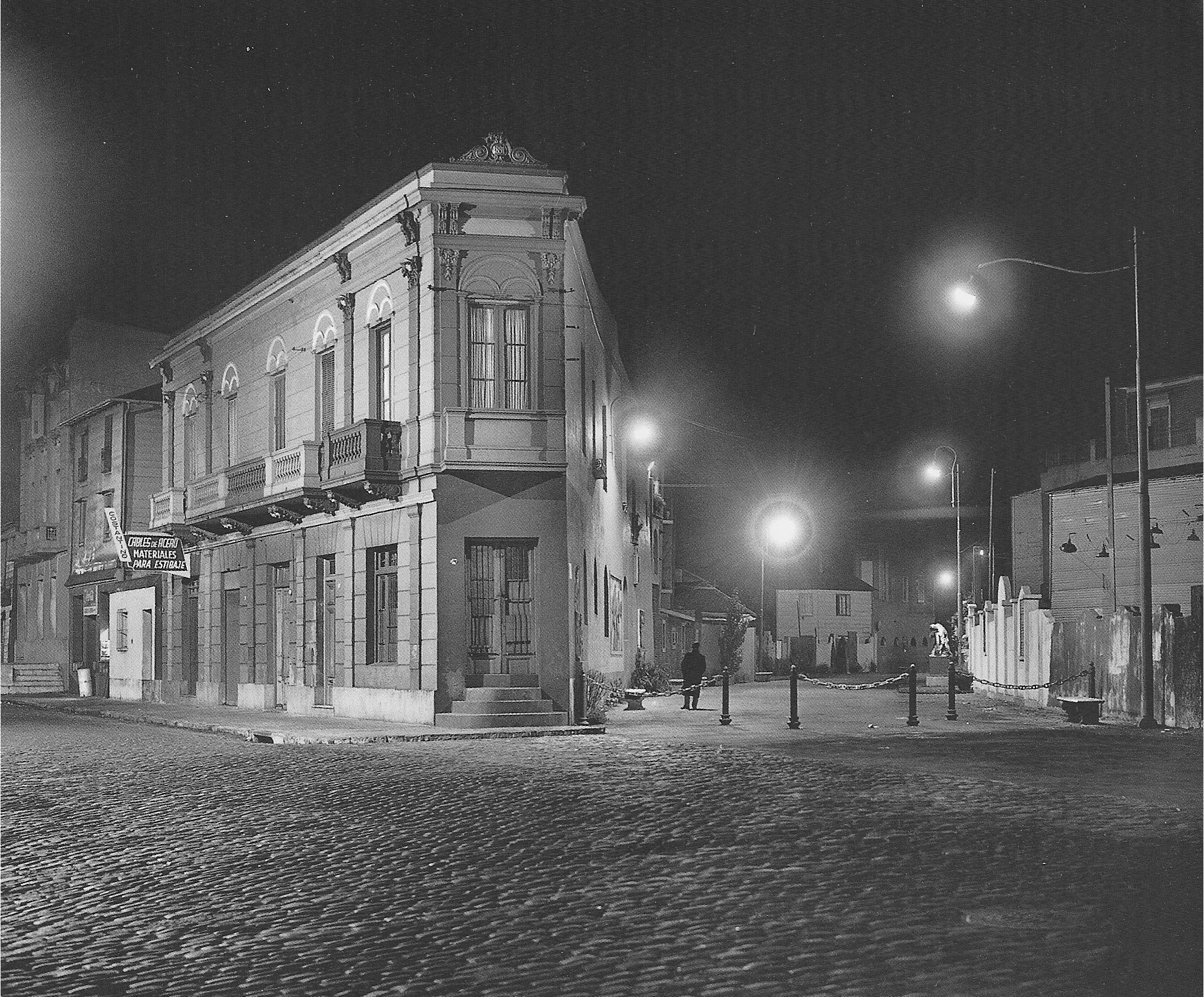
Caminito numa noite de 1960.